# Dale Walters
Dale Walters (* 27. September 1963 in Port Alice, British Columbia) ist ein ehemaliger kanadischer Boxer und Schauspieler.

## Boxkarriere
Dale Walters begann schon in frühen Kinderjahren mit dem Boxen. Bis in die frühen 1980er gewann er mehrere Titel in seiner Alters- und Gewichtsklasse, wobei er auf fast 50 Siege in Folge in der Juniorenklasse kam. In den Jahren 1982, 1983 und 1984 wurde er Kanadischer Meister im Bantamgewicht und wurde jeweils zum besten Boxer der Meisterschaften gewählt.
Seinen ersten internationalen Kampf bestritt er bei den Weltmeisterschaften 1982 in München, als er in der Vorrunde den Polen Sławomir Zapart besiegte. Im Achtelfinale unterlag er jedoch gegen den Türken Burhan Koç. Durch umstrittene Urteile schied er dann jeweils im Viertelfinale bei den Commonwealth Games 1982 und den Panamerikaspielen 1983 aus. Bei den Olympischen Spielen 1984 in Los Angeles gewann er eine Bronzemedaille im Bantamgewicht, nachdem er erst im Halbfinale gegen Héctor López unterlegen war. Im Viertelfinale hatte er Pedro Decima geschlagen. Es war die erste kanadische Boxmedaille bei Olympischen Spielen seit der Goldmedaille von Horace Gwynne 1932.
1985 und 1986 bestritt er sieben Profikämpfe in Kanada, von denen er sechs gewann. Nach seiner Niederlage gegen Tony Pep im November 1986, trat er vom aktiven Boxsport zurück. Er bestritt als Boxer insgesamt 184 Kämpfe, von denen er 171 gewann.

## Außerhalb des Ringes
Dale Walters spielte 1980 unter anderem Hauptrollen in den Fernsehserien Die Küstenpiloten und Die Abenteuer von Tom Sawyer und Huckleberry Finn. 1996 fand er Aufnahme in die Canadian Boxing Hall of Fame, 2003 in die Burnaby Sports Hall of Fame und 2006 in die British Columbia Sports Hall of Fame. Mit 500 Doppeldurchschlägen (Double Unders) im Seilspringen, schaffte er einen Eintrag ins Guinness-Buch der Rekorde.
Nach seiner aktiven Karriere eröffnete er einen Fitness- und Boxclub in Vancouver.